# 形式論理学
形式論理（けいしきろんり）とは、
1. 近代（哲学からの影響の薄れた）以降における論理学である数理論理学における論理のように、形式体系として整っている論理のこと。
2. 独: Formale Logik: （ドイツ観念論哲学の祖と言われる）イマヌエル・カントがアリストテレス流の論理学にあたえた名称。これは自分が唱えた Transzendentale Logik（ドイツ語版） と対比したものである。フッサールによれば、これは従来の論理学をカントが全く誤解して名付けたものであり、これと対比されている Transzendentale Logik は形而上学と認識論の奇妙な混合物というべきものである[1][要ページ番号]。